# Луогосанто
Луогосанто (итал. Luogosanto) — коммуна в Италии, располагается в регионе Сардиния, в провинции Сассари.
Население составляет 1 841 человек (30-6-2019), плотность населения составляет 13,63 чел./км². Занимает площадь 135,07 км². Почтовый индекс — 7020. Телефонный код — 079.
Покровительницей коммуны почитается Пресвятая Богородица (Nostra Signora di Luogosanto), празднование 8 сентября.

## Демография
Динамика населения:

## Администрация коммуны
- Официальный сайт: http://web.tiscali.it/comunediluogosanto/